# Cenangium coryli
Cenangium coryli är en svampart som beskrevs av Corda 1842. Cenangium coryli ingår i släktet Cenangium och familjen Helotiaceae.   Inga underarter finns listade i Catalogue of Life.